# Hamadruas
Genre
Hamadruas est un genre d'araignées aranéomorphes de la famille des Oxyopidae.

## Distribution
Les espèces de ce genre se rencontrent en Asie du Sud-Est, en Asie du Sud et en Asie de l'Est.

## Description

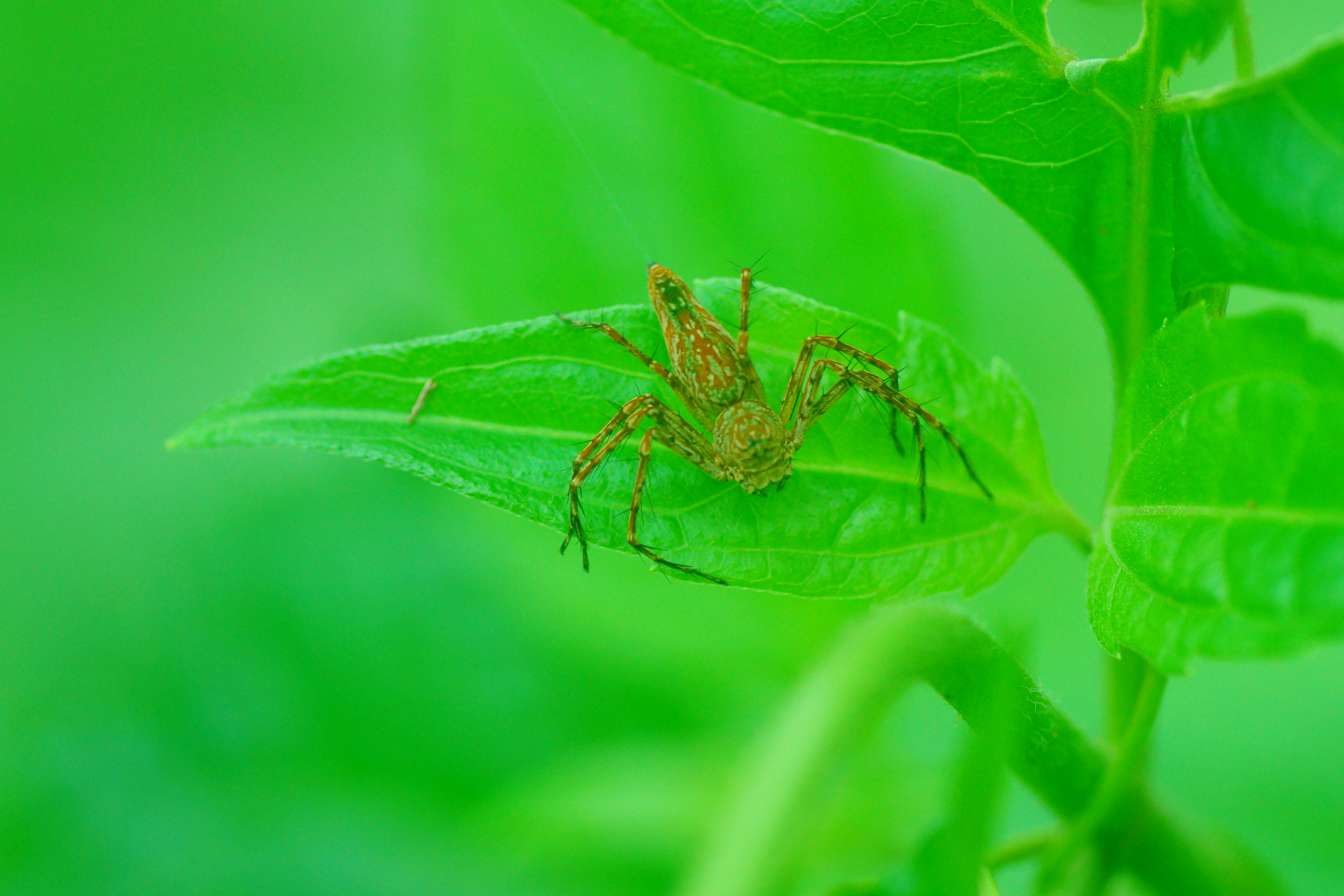
Hamadruas

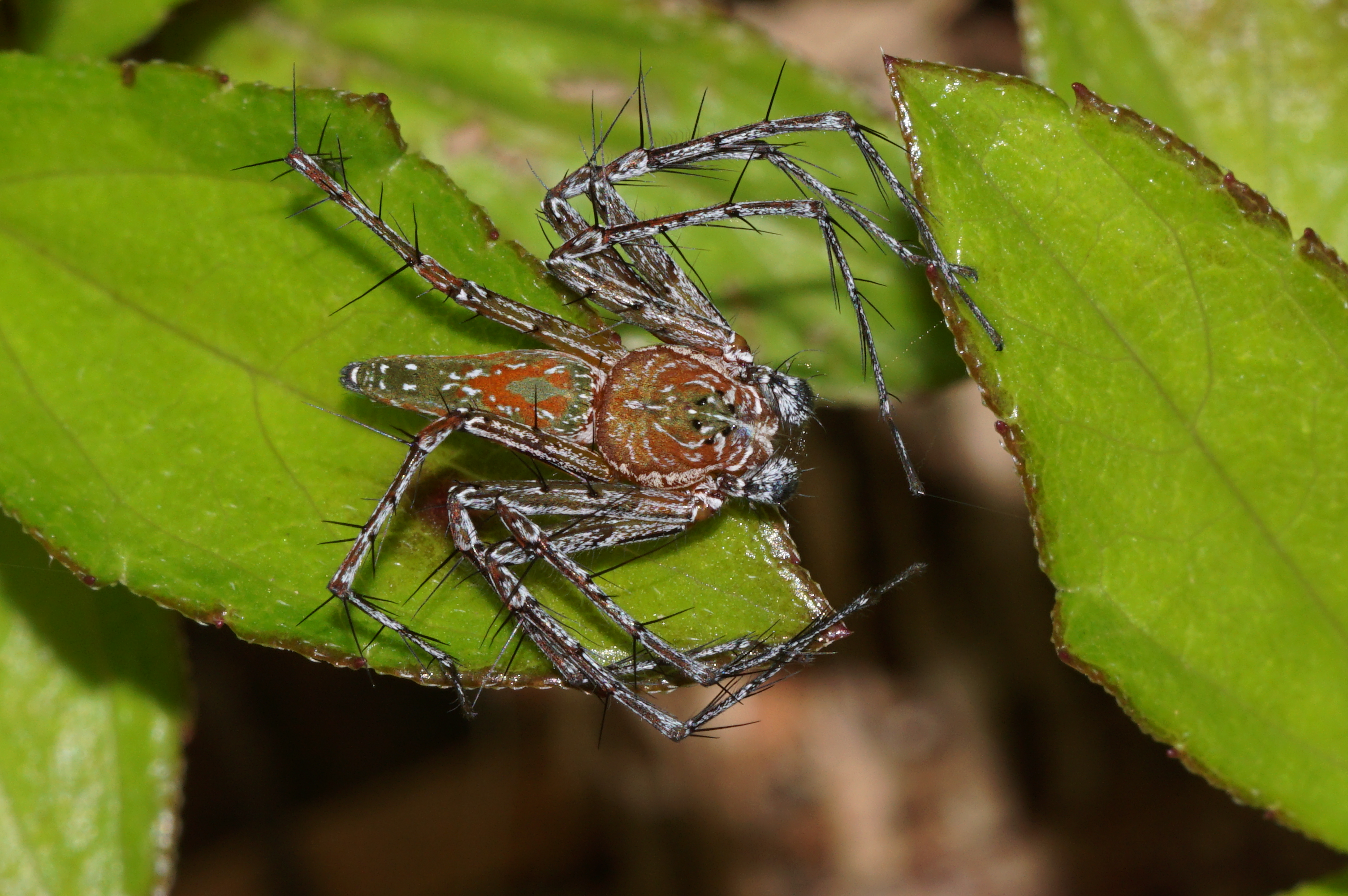
Hamadruas

Les araignées  de ce genre mesurent de 7 à 15 mm.

## Liste des espèces
Selon World Spider Catalog (version 26, 23/06/2025) :
- Hamadruas austera (Thorell, 1895)
- Hamadruas heterosticta (Pocock, 1897)
- Hamadruas hieroglyphica (Thorell, 1887)
- Hamadruas keralensis Sen & Sudhin, 2023
- Hamadruas pupulus (Thorell, 1890)
- Hamadruas rukminiae (Gajbe, 1999)
- Hamadruas severa (Thorell, 1895)
- Hamadruas signifer (Doleschall, 1859)
- Hamadruas sikkimensis (Tikader, 1970)
- Hamadruas superba (Thorell, 1887)

## Systématique et taxinomie
Ce genre a été décrit par Deeleman-Reinhold en 2009 dans les Oxyopidae.

## Publication originale
- Deeleman-Reinhold, 2009 : « Description of the lynx spiders of a canopy fogging project in northern Borneo (Araneae: Oxyopidae), with description of a new genus and six new species of Hamataliwa. » Zoologische Medelingen, vol. 83, p. 673-700 (texte intégral).